# Hansen (Familienname)
Hansen ist ein Familienname.

## Herkunft und Bedeutung
Der Name „Hansen“ ist ein patronymisch gebildeter Familienname mit der Bedeutung „Sohn des Hans“.

## Verbreitung
Der Name ist vor allem im deutschen, dänischen und norwegischen Sprachraum verbreitet.

## Varianten
- Hansén
- Hanson
- Hansson
- Hanssen
- Hanßen

## Namensträger

### A
- Aage Hansen (Ruderer), dänischer Ruderer
- Aage Hansen (Motorsportler) (1935–2023), norwegischer Speedway-Fahrer
- Aage A. Hansen-Löve (* 1947), österreichischer Slawist und Literaturtheoretiker
- Aase Hansen (Schriftstellerin) (1893–1981), dänische Schriftstellerin und Übersetzerin
- Aase Hansen (Schauspielerin) (1935–1993), dänische Schauspielerin
- Abigale Hansen (* 1998), US-amerikanische Freestyle-Skisportlerin
- Adam Hansen (* 1981), australischer Radrennfahrer
- Adolf Hansen (1851–1920), deutscher Botaniker und Hochschullehrer
- Adolf Hansen (Komponist) (1852–1911), norwegischer Komponist
- Adolf Heinrich-Hansen (1859–1925), dänischer Maler
- Adolf Asmus Henri Wilhelm Hansen (1903–1976), deutscher Kaufmann
- Adrian Hansen (* 1971), südafrikanischer Squashspieler
- Aime Hansen (* 1962), estnische Dichterin und Künstlerin
- Aka Hansen (* 1987), dänisch-grönländische Filmproduzentin und Regisseurin
- Aksel Hansen (Bildhauer) (Aksel Christian Henrik Hansen; 1853–1933), dänischer Bildhauer
- Aksel Hansen (Turner) (1887–1980), norwegischer Turner
- Aksel Hansen (Badminton) (1907–1993), dänischer Badmintonspieler
- Aksel Bonde Hansen (1918–1996), dänischer Ruderer, siehe Aksel Bonde
- Al Hansen (Alfred Earl Hansen; 1927–1995), US-amerikanischer Künstler
- Alan Hansen (* 1955), schottischer Fußballspieler
- Albert Hansen (Bischof) († 1593), dänischer Geistlicher, Bischof von Aarhus
- Albert Hansen (Footballspieler) (1871–1943), US-amerikanischer American-Football-Spieler, -Trainer und Politiker
- Albert Hansen (Gewichtheber), deutscher Gewichtheber
- Albert Hansen (Heimatforscher) (auch Albert Hansen-Ostfalen; 1892–1963), deutscher Tierarzt und Heimatforscher
- Albert Hansen (Politiker) (* 1941), luxemburgischer Jurist und Politiker
- Alexander Hansen (* 1982), norwegischer Fußballtorhüter
- Alexander P. Hansen (* 1958), deutscher Biologe und Wissenschaftsmanager
- Alf John Hansen (* 1948), norwegischer Ruderer
- Alfred Hansen (Kameramann) (1885–1935), deutscher Kameramann
- Alfred Hansen (Politiker) (1894–1948), norwegischer Politiker
- Alfred Hansen (Botaniker) (1925–2008), dänischer Botaniker
- Allan Hansen (* 1956), dänischer Fußballspieler
- Alvin Hansen (1887–1975), US-amerikanischer Wirtschaftswissenschaftler
- Anders Hansen (* 1970), dänischer Golfspieler
- André Hansen (* 1989), norwegischer Fußballspieler
- Andrea Hansen (* 2000), dänische Handballspielerin
- Andreas Hansen (Baumeister) (1788–1875), deutscher Baumeister
- Andreas Hansen (Amtmann) (1795–1860), deutscher Jurist, Amtmann und Politiker
- Andreas Hansen (Politiker) (1909–1984), deutscher Unternehmer, Plakatwerbungspionier und Politiker (HB), MdHB
- Andreas Hansen (Literaturwissenschaftler) (* 1959), deutscher Literaturwissenschaftler, Herausgeber und Autor
- Andreas Hansen-Grumby (1818–1884), dänischer Politiker
- Ane Hansen (Politikerin) (* 1961), grönländische Politikerin
- Ane Hansen (Curlerin) (* 1975), dänische Curlerin
- Anja Byrial Hansen (* 1973), dänische Handballspielerin und -trainerin
- Annemarie Hansen (1898–1982), deutsche Malerin
- Ann-Mari Max Hansen (* 1949), dänische Schauspielerin
- Anna Hansen (* 1998), färöische Fußballtorhüterin
- Anne Hansen (Goalballspielerin), dänische Goalballspielerin
- Anne Hansen (Schriftstellerin) (* 1980), deutsche Schriftstellerin
- Anne Mette Hansen (* 1994), dänische Handballspielerin
- Annelise Hansen (* um 1930), dänische Badmintonspielerin
- Anni Hammergaard Hansen (um 1930–um 2000), dänische Badmintonspielerin
- Annica Hansen (* 1982), deutsche Moderatorin und Model
- Anton Hansen (Radsportler, I), dänischer Radsportler
- Anton Hansen (Musiker) (Anton Christoffer Rasmus Hansen; 1877–1947), dänischer Musiker
- Anton Hansen (Radsportler, 1886) (Anton Ludvig Hansen; 1886–1915), norwegischer Radsportler
- Anton Hansen (Karikaturist) (Anton Christian Vilhelm Hansen; 1891–1960), dänischer Karikaturist
- Anton Hansen Tammsaare (eigentlich Anton Hansen; 1878–1940), estnischer Schriftsteller
- Antoni Hansen (1893–1958), deutscher Bauingenieur und Hochschullehrer
- Armauer Hansen, siehe Gerhard Armauer Hansen
- Armin Hansen (1886–1957), US-amerikanischer Maler und Grafiker
- Arnbjørn Theodor Hansen (* 1986), faröischer Fußballspieler
- Arvor Hansen (1886–1962), dänischer Turner
- Ashia Hansen (* 1971), britische Leichtathletin
- Assan Hansen (* 1999), deutscher Boxer
- Astri Aas-Hansen (* 1970), norwegische Politikerin und Juristin
- August Hansen (Jurist) (1842–1915), norwegischer Jurist
- August Hansen (Politiker) (auch Augustin Hansen; 1895–1952), estnischer Politiker
- Auguste Hansen-Kleinmichel (1886–1968), deutsche Schauspielerin und Synchronsprecherin
- Axel Hansen (Radsportler) (1882–??), dänischer Radsportler
- Axel Hansen (Ringer), dänischer Ringer
- Axel Hornemann Hansen (1899–1933), dänischer Radsportler

### B
- Bárður Hansen (* 1992), färöischer Fußballspieler
- Basil Hansen (1926–2015), australischer Eishockeyspieler
- Benedikte Hansen (* 1958), dänische Schauspielerin
- Benjamin Hansen (Schauspieler) (* 1990), deutscher Schauspieler
- Benjamin Hansen (* 1994), dänischer Fußballspieler
- Benny Hansen (1944–1998), dänischer Schauspieler
- Bent Hansen (Politiker) (1931–2002), dänischer Politiker
- Bent Hansen (Radsportler) (* 1932), dänischer Radsportler
- Bent Hansen (Fußballspieler) (1933–2001), dänischer Fußballspieler
- Bent Hansen (Eishockeyspieler) (* 1954), dänischer Eishockeyspieler
- Bente Hansen (* 1953), norwegische Turnerin
- Bernd Hansen (* 1963), deutscher Fußballspieler
- Bernhard Hansen (1896–1988), deutscher Politiker (SPD)
- Bernhoff Hansen (1877–1950), norwegischer Ringer
- Bibbe Hansen (* 1952), US-amerikanische Schauspielerin
- Bineta Hansen (* 1998), deutsche Schauspielerin
- Birgir Hansen (* 1986), isländischer Eishockeyspieler
- Bjørn Hansen (Fußballtrainer) (1939–2018), norwegischer Fußballtrainer
- Bjørn Hansen (Beamter) (* 1963), dänischer Beamter
- Björn Hansen (Slawist) (* 1964), deutscher Slawist
- Bjørn Helland-Hansen (1877–1957), norwegischer Ozeanograph
- Bo Hansen (Fußballspieler) (Bo Jannik Nyby Hansen; * 1972), dänischer Fußballspieler
- Bo Hansen (Politiker) (* 1975), dänischer Politiker, Bürgermeister von Svendborg Kommune
- Bo Hansen (Schauspieler) (* 1983), deutscher Schauspieler
- Bob Hansen (Baseballspieler) (Robert Joseph Hansen; * 1948), US-amerikanischer Baseballspieler
- Bob Hansen (Basketballspieler) (Robert Louis Hansen II; * 1961), US-amerikanischer Basketballspieler
- Bogislav Conrad Krüger-Hansen (1776–1850), deutscher Mediziner
- Børre Falkum-Hansen (1919–2006), norwegischer Segler
- Brendan Hansen (* 1981), US-amerikanischer Schwimmer
- Brian Hansen (Footballspieler) (* 1960), US-amerikanischer American-Football-Spieler
- Brian Hansen (Curler) (* 1972), dänischer Curler
- Brian Hansen (Eisschnellläufer) (* 1990), US-amerikanischer Eisschnellläufer

### C
- Carl Hansen (Hypnotiseur) (1833–1897), dänischer Hypnotiseur
- Carl Hansen (Ringer) (1887–1953), dänischer Ringer
- Carl Hansen (Fußballspieler) (eigentlich Carl Vilhelm Hansson: 1898–1978), dänischer Fußballspieler
- Carl Hansen (Schauspieler), Schauspieler
- Carl Hansen (Astronom) (1933–2011), US-amerikanischer Physiker und Astronom
- Carl Manicus-Hansen (1877–1960), dänischer Turner
- Carl Sundt-Hansen (1841–1907), norwegisch-dänischer Maler
- Carl Christian Hansen (1809–1891), dänischer Fotograf
- Carl Friedrich Hansen (1875–1957), deutscher Maler, Verbandspolitiker und Herausgeber
- Carla Hansen (1906–2001), dänische Schriftstellerin
- Caroline Graham Hansen (* 1995), norwegische Fußballspielerin
- Carsten Hansen (* 1957), dänischer Politiker
- Cathrine Fabricius-Hansen (* 1942), dänische Sprachwissenschaftlerin
- Cecilia Hansen (1897–1989), russische Violinistin
- Charles M. Hansen (* 1938), US-amerikanisch-dänischer Wissenschaftler
- Chris Hansen (* 1959), US-amerikanischer Moderator
- Christen Lyst Hansen (1898–1973), dänischer Polizeibeamter und Widerstandskämpfer
- Christian Hansen (Sänger) (1874–nach 1921), deutscher Opernsänger (Tenor)
- Christian Hansen (Offizier) (1885–1972), deutscher General der Artillerie
- Christian Hansen (Turner) (Christian Marius Hansen; 1891–1961), dänischer Turner
- Christian Hansen (SS-Mitglied) (1904–1975), deutscher SS-Standartenführer
- Christian Hansen (Übersetzer) (* 1962), deutscher Übersetzer
- Christian Ditlev Ammentorp Hansen (1843–1916), dänischer Pharmazeut und Unternehmensgründer, siehe Chr. Hansen
- Christian Frederik Hansen (1756–1845), dänischer Architekt
- Christian Frederik von Hansen (1788–1873), dänischer Politiker
- Christian Peter Hansen (1803–1879), deutscher Lehrer und Chronist
- Christian Ulrik Hansen (1921–1944), dänischer Widerstandskämpfer
- Christiane Hansen (Nonne) (* 1965), dänische Zisterzienserin, Äbtissin des Klosters Seligenthal
- Christiane Hansen, Geburtsname von Christiane zu Salm (* 1966), deutsche Medienunternehmerin und Kunstsammlerin
- Christiane Hansen (Illustratorin) (* 1973), deutsche Illustratorin
- Christina Aistrup Hansen (* 1984), dänische Krankenpflegerin
- Christina Nimand Hansen (* 1982), dänische Handballspielerin
- Christoph Hansen (* 1965), deutscher Saxofonist
- Christophe Hansen (* 1982), luxemburgischer Politiker
- Clifford P. Hansen (1912–2009), US-amerikanischer Politiker (Wyoming)
- Conrad Hansen (1906–2002), deutscher Pianist
- Constantin Hansen (Konstantin Hansen; 1804–1880), dänischer Maler
- Courtney Hansen (* 1974), US-amerikanische Moderatorin und Schauspielerin
- Curt Hansen (* 1964), dänischer Schachspieler

### D
- Dagmar Hansen (* 1964; Dagmar A. Hansen), deutsche Schriftstellerin
- Dagmar Hansen-Kohlmorgen (1948–2023), deutsche Handballspielerin
- David Hansen (Sänger) (* 1981), australischer Sänger (Countertenor und Mezzosopran)
- David Hansen (Handballspieler) (* 1991), deutscher Handballspieler
- Dinah Jane Hansen (* 1997), US-amerikanische Sängerin
- Dirk Hansen (* 1942), deutscher Politiker (FDP)
- Dirk Uwe Hansen (* 1963), deutscher Lyriker, Übersetzer und Altphilologe
- Ditte Hansen (* 1970), dänische Schauspielerin
- Ditte Kjær Hansen (* 1997), dänische Volleyballspielerin
- Donald P. Hansen (1931–2007), US-amerikanischer Archäologe
- Dorothee Hansen (* 1963), deutsche Kunsthistorikerin und Kuratorin
- Dörte Hansen (* 1964), deutsche Linguistin, Journalistin und Schriftstellerin

### E
- Edelgard Hansen (* 1955), deutsche Schauspielerin und Regisseurin
- Edmund Hansen (Radsportler) (1900–1995), dänischer Radsportler
- Edmund H. Hansen (1894–1962), US-amerikanischer Film- und Tontechniker
- Einar Hansen (1898–1947), dänischer Ringer
- Ejvind Hansen (1924–1996), dänischer Kanute
- Elaine Tuttle Hansen (* 1947), US-amerikanische Anglistin und Hochschullehrerin
- Eldon R. Hansen (* 1927), US-amerikanischer Mathematiker
- Elise Konstantin-Hansen (1858–1946), dänische Malerin, Textildesignerin und Keramikerin
- Eliza Hansen (1909–2001), rumänisch-deutsche Pianistin
- Elma Grohs-Hansen (1892–1981), deutsche Bildhauerin und Textilkünstlerin
- Elo Hansen (* ~1945), dänischer Badmintonspieler
- Else Hansen (1720–1784), dänische Geliebte von König Frederik V.
- Else Marie Hansen (1904–2003), dänische Schauspielerin und Opernsängerin
- Emil Hansen (1867–1956), deutscher Maler, siehe Emil Nolde
- Emil Hansen (Maler, 1894) (1894–1980), dänischer Maler, Zeichner, Bildschnitzer und Organist
- Emil Hansen (Regisseur), dänischer Theaterregisseur
- Emil Robert-Hansen (1860–1926), dänischer Cellist, Komponist und Dirigent
- Emil Christian Hansen (1842–1909), dänischer Botaniker
- Emmy Engel-Hansen (1902–1989), deutsche Rechtsanwältin, Frauenrechtlerin und Verfassungsrichterin
- Eric Hansen (Schachspieler) (* 1992), kanadischer Schachspieler
- Eric T. Hansen (* 1960), US-amerikanischer Autor
- Erich Hansen (* 1924), deutscher Fußballspieler
- Erik Hansen (Schriftsteller) (1874–1936), dänischer Schriftsteller
- Erik Hansen (General) (1889–1967), deutscher General der Kavallerie
- Erik Hansen (Schauspieler), Schauspieler, Drehbuchautor und Produzent
- Erik Hansen  (Fußballtrainer) (* 1922), dänischer Fußballtrainer
- Erik Hansen (Kanute) (1939–2014), dänischer Kanute
- Erik Hansen (Segler) (* 1945), dänischer Segler
- Erik Hansen (Produzent), Filmproduzent und Drehbuchautor
- Erik Molberg Hansen (* 1966), dänischer Kameramann und Fotograf
- Erik Ninn-Hansen (1922–2014), dänischer Politiker
- Erik Fosnes Hansen (* 1965), norwegischer Schriftsteller
- Erik Holger Hansen (1929–2015), dänischer Politiker, siehe Holger Hansen (Politiker)
- Ernst Hansen (Schauspieler) (1813–1864), deutscher Schauspieler
- Ernst Hansen (Komponist) (1876–1951), deutscher Komponist
- Ernst Hansen (Maler) (1906–1987), deutscher Maler
- Ernst Hansen (Liedtexter) (1923–1993), deutscher Liedtexter
- Ernst Hansen (Radsportler), dänischer Mountainbiker
- Ernst Siegfried Hansen (1917–1980), dänisch-deutscher Journalist und Minderheitenfunktionär
- Ernst Willi Hansen (* 1944), deutscher Historiker
- Esben Hansen (* 1981), dänischer Fußballspieler
- Espen Lie Hansen (* 1989), norwegischer Handballspieler
- Esther Hansen (* 1969), deutsche Übersetzerin
- Eva Kjer Hansen (* 1964), dänische Politikerin (Venstre)
- Eva Kristin Hansen (* 1973), norwegische Politikerin (Arbeiderpartiet)

### F
- Finn Hansen (* 1955), dänischer Dressurreiter
- Fjotolf Hansen (* 1979), norwegischer Massenmörder, siehe Anders Behring Breivik
- Flemming Hansen (Politiker) (1939–2021), dänischer Politiker
- Flemming Hansen (Handballspieler, 1948) (1948–2013), dänischer Handballspieler
- Flemming Hansen (Handballspieler, 1961) (* 1961), dänischer Handballspieler
- Flemming Gleerup Hansen (* 1944), dänischer Radrennfahrer
- Florian Hansen (1992–2013), deutscher American-Football-Spieler
- Frank Hansen (Ruderer) (* 1945), norwegischer Ruderer
- Frank Hansen (Bobfahrer) (Francis Louis Hansen; * 1952), US-amerikanischer Bobfahrer
- Frank-Peter Hansen (* 1956), deutscher Schriftsteller
- Franklin Hansen (1899–1965), US-amerikanischer Tontechniker
- Fred Hansen (Musiker) (1925/1926–2013), deutscher Pianist und Bandleader
- Fred Hansen (Leichtathlet) (Frederick Hansen; * 1940), US-amerikanischer Leichtathlet
- Fred Hansen (Politiker) (Fred Josef Hansen; * 1957), deutscher Politiker (Bündnis 90/Die Grünen)
- Frede Hansen (1897–1979), dänischer Turner
- Frederik Hansen (1896–1962), dänischer Turner
- Frederikke Dahl Hansen (* 1994), dänische Schauspielerin
- Fredrik Hansen (Bischof) (* 1979), norwegischer Geistlicher, Bischof von Oslo
- Fredrik Bull-Hansen (1927–2018), norwegischer Offizier und Diplomat
- Fredrik Vilhelm Hansen (1862–1929), schwedischer Bauingenieur
- Frida Hansen (1855–1931), norwegische Textildesignerin
- Friedrich Hansen (1905–1991), deutscher Ingenieur und Hochschullehrer
- Friedrich Hansen-Löve (1919–1997), dänisch-österreichischer Kulturredakteur und Autor
- Friedrich Ludolph Hansen (1738–1803), deutscher Kaufmann, Baumeister und Ratsherr in Leipzig
- Fritz Hansen (Tischler) (1847–1902), dänischer Tischler, Möbeldesigner und Unternehmensgründer
- Fritz Hansen (Autor) (1870–1943), deutscher Sachbuchautor

### G
- Gale Hansen (* 1960), US-amerikanischer Schauspieler
- Georg Hansen (Politiker) (eigentlich Willi Leitner; 1903–1976), deutscher Politiker (KPD/SED) und Journalist
- Georg Hansen (Soziologe) (* 1944), deutscher Soziologe und Historiker
- Georg Alexander Hansen (1904–1944), deutscher Oberst und Widerstandskämpfer
- Georg Emil Hansen (1833–1891), dänischer Fotograf
- Georg Ludwig Hansen (auch Georg Ludewig Hansen; 1738–1818), deutscher Mediziner
- George Hansen (Botaniker) (1863–1908), US-amerikanischer Botaniker
- George V. Hansen (1930–2014), US-amerikanischer Politiker
- Gerd Hansen (Ökonom) (* 1938), deutscher Ökonom und Statistiker
- Gerd Hansen (Pädagoge) (* 1958), deutscher Pädagoge und Didaktiker
- Gerhard Hansen (Mediziner, 1910) (1910–1978), deutscher Rechtsmediziner und Hochschullehrer
- Gerhard Armauer Hansen (eigentlich Gerhard Henrik Hansen; 1841–1912), norwegischer Mediziner und Zoologe
- Gerhardt Hansen (* 1865), grönländischer Landesrat
- Gert Hansen (* 1957), dänischer Algenkundler
- Gesine Hansen (* 1965), deutsche Ärztin und Hochschullehrerin
- Gitte Hansen (* 1961), dänische Fußballspielerin
- Godfred Hansen (1876–1937), dänischer Polarforscher und Marineoffizier
- Gottfried Hansen (1881–1976), deutscher Admiral und Veteranenfunktionär
- Gottfred Matthison-Hansen (1832–1909), dänischer Organist und Komponist
- Gotthard von Hansen (1821–1900), russischer Archivar
- Gunnar Hansen (1947–2015), isländischer Schauspieler und Autor
- Gunnar Nu Hansen (1905–1993), dänischer Journalist und Sportkommentator
- Günter Hansen (1920–2012), deutscher Chemiker und Ornithologe
- Günther Hansen (Theaterwissenschaftler) (1919–1968), deutscher Theaterwissenschaftler
- Günther Christian Hansen (1929–2013), deutscher Klassischer Philologe
- Gus Hansen (Gustav Hansen; * 1974), dänischer Pokerspieler
- Gustav Hansen (Politiker, 1831) (1831–1904), deutscher Politiker und Landrat
- Gustav Hansen (Politiker, 1843) (1843–1912), dänischer Politiker
- Gustav Hansen (Richter) (1849–1924), deutscher Richter
- Gustav Hansen (Fotograf) (1894–1966), deutscher Fotograf, Grafiker und Heimatforscher
- Guttorm Hansen (1920–2009), norwegischer Politiker und Autor
- Gyda Hansen (Schauspielerin) (1938–2010), dänische Schauspielerin
- Gyda Westvold Hansen (* 2002), norwegische Nordische Kombiniererin
- Gyde Hansen (* 1947), dänische Sprachwissenschaftlerin
- Gynther Hansen (1930–2014), dänischer Schriftsteller

### H
- Halfdan Hansen (1883–1953), norwegischer Segler
- Hanna Hansen (* 1984), deutsche Boxerin
- Hans Hansen (Maler, 1769) (1769–1828), dänischer Maler
- Hans Hansen (Maler, 1821) (1821–1863), norwegischer Maler
- Hans Hansen (Architekt) (1889–1966), deutscher Architekt
- Hans Hansen (Politiker, 1890) (1890–nach 1932), grönländischer Katechet und Landesrat
- Hans Hansen (Fußballspieler, 1891) (1891–1976), dänischer Fußballspieler
- Hans Hansen, Pseudonym von Hans Schwarz van Berk (1902–1973), deutscher Journalist
- Hans Hansen (Badminton) (1904–??), dänischer Badmintonspieler und -funktionär
- Hans Hansen (Schauspieler, 1907) (1907–2006), deutscher Schauspieler
- Hans Hansen (Ruderer) (1915–2005), norwegischer Ruderer
- Hans Hansen (Schauspieler, 1917) (1917–1962), dänischer Schauspieler
- Hans Hansen (Maler, 1920) (1920–1970), färöischer Maler
- Hans Hansen (Sportfunktionär) (1926–2007), deutscher Sportfunktionär
- Hans Hansen (Politiker, II), deutscher Politiker (CDU), MdHB
- Hans Hansen (Fotograf) (* 1940), deutscher Fotograf
- Hans Hansen Palmus (1901–1989), deutscher Lehrer und Heimatdichter
- Hans Hansen-Schmidt (1902–1996), deutscher Fabrikant und Verleger
- Hans Jensen Hansen (1875–1968), dänischer Physiker und Meteorologe
- Hans Matthison-Hansen (1807–1890), dänischer Komponist und Organist
- Hans Schultz Hansen (* 1960), dänischer Historiker
- Hans Toft-Hansen (1888–1970), dänischer Architekt
- Hans Trier Hansen (1893–1980), dänischer Turner
- Hans A. Hansen (1925–1997), grönländischer Journalist und Schriftsteller
- Hans Christian Hansen (1803–1883), dänischer Baumeister
- Hans Christian Peter Hansen (1840–1905), dänischer Journalist und Literaturhistoriker
- Hans Christian Svane Hansen (1906–1960), dänischer Politiker
- Hans Emil Hansen, Geburtsname von Emil Nolde (1867–1956), Maler
- Hans Fróði Hansen (* 1975), färöischer Fußballspieler
- Hans Heinrich Hansen (* 1938), dänisch-deutscher Tierarzt und Politiker
- Hans Jacob Hansen (1855–1936), dänischer Zoologe
- Hans Nikolaj Hansen (1853–1923), dänischer Maler und Grafiker
- Hans Peter Hansen (Bankmanager) (1797–1861), dänischer Bankmanager und Politiker
- Hans Peter Hansen (Xylograf) (1829–1899), dänischer Xylograf
- Hans Peter Hansen (Lehrer) (1867–1942), dänischer Lehrer und Kulturfunktionär
- Hans Peter Hansen (Politiker) (1872–1953), dänischer Politiker (Socialdemokraterne)
- Hans Peter Hansen (Kulturhistoriker) (1879–1961), dänischer Volkssagensammler
- Hans Peter Kofoed-Hansen (1813–1893), dänischer Geistlicher und Autor
- Hans Rasmus Johann Malling Hansen (1835–1890), dänischer Pastor und Erfinder, siehe Rasmus Malling-Hansen
- Hans Robert Hansen (* 1941), deutsch-österreichischer Wirtschaftswissenschaftler und Wirtschaftsinformatiker
- Harald Hansen (Jurist) (1882–1940), deutscher Rechtsanwalt
- Harald Hansen (Fußballspieler) (1884–1927), dänischer Fußballspieler und -trainer
- Harald Hansen (Turner) (1884–1956), norwegischer Turner
- Hauke Hansen (* 1979), deutscher Politiker (CDU)
- Hedin Hansen (* 1993), färöischer Fußballspieler
- Hege Hansen (* 1990), norwegische Fußballspielerin
- Heidi Hansen (* 1952), deutsche Schauspielerin
- Heino Hansen (* 1947), dänischer Fußballspieler
- Heinrich Hansen (Maler) (1821–1890), dänischer Maler
- Heinrich Hansen (Pfarrer) (1861–1940), deutscher evangelisch-lutherischer Pfarrer
- Heinrich Hansen (Architekt) (1881–1955), deutscher Architekt
- Heinrich Hansen (Gewerkschafter) (1895–1971), deutscher Gewerkschafter
- Heinrich-Christian Schäfer-Hansen (1901–1977), deutscher Kaufmann, Politiker (NSDAP), MdR und SA-Führer
- Heinrich Egon Hansen (1930–1996), deutscher Lehrer, Schulrat und Heimatforscher
- Helge Hansen (* 1936), deutscher General
- Helge Hansen (Radsportler) (1925–2008), dänischer Radrennfahrer
- Helmut Hansen (1920–2011), deutscher Radiomoderator
- Hendrik Hansen (Politikwissenschaftler) (* 1966), deutscher Politikwissenschaftler
- Hendrik Hansen (Fußballspieler) (* 1994), deutscher Fußballspieler
- Henrich Hansen (1895–1976), deutscher Lehrer und Propagandafunktionär
- Henriette Engel Hansen (* 1982), dänische Kanutin
- Henrik Hansen (Ringer) (Christian Henrik Hansen; 1920–2010), dänischer Ringer
- Henrik Hansen (Cricketspieler) (Henrik Saxe Hansen; * 1977), dänischer Cricketspieler
- Henrik Hansen (Fußballspieler) (* 1979), dänischer Fußballspieler
- Henrik Hansen (Handballspieler) (* 1979), dänischer Handballspieler
- Henrik Starup-Hansen (* um 1965), dänischer Basketballspieler
- Henrik Toft Hansen (* 1986), dänischer Handballspieler
- Henrik K. Hansen (* um 1978), dänischer Badmintonspieler
- Henry Hansen (1902–1985), dänischer Radrennfahrer
- Herman Wendelborg Hansen (1854–1924), deutsch-amerikanischer Maler
- Hermann Hansen (Politiker) (1898–1973), deutscher Politiker (NSDAP)
- Hermann Hansen (Handballspieler) (1912–1944), deutscher Handballspieler
- Hermann Richard Hansen (1886–1927), deutscher Marinesoldat
- Hermine Brutschin-Hansen (1905–1971), deutsche Gastwirtin und Stadtoriginal
- Holger Hansen (Boxer), dänischer Boxer
- Holger Hansen (Sänger) (1894–1965), dänischer Sänger und Schauspieler
- Holger Hansen (Handballspieler) (Holger Egon Hansen; 1912–1989), dänischer Handballtorwart
- Holger Hansen (Politiker) (Erik Holger Hansen; 1929–2015), dänischer Landwirt, Hochschullehrer und Politiker
- Holger Hansen (Schriftsteller) (1932–2010), dänischer Schriftsteller
- Holger Bernt Hansen (* 1936), dänischer Politikwissenschaftler und Hochschullehrer
- Holger H. Hansen (Holger Hans Hansen; 1890–1918), dänischer Maler
- Holger Juul Hansen (1924–2013), dänischer Schauspieler

### I
- Ian Hansen (* 1982), deutscher Schauspieler und Filmemacher
- Ib Hansen (1928–2013), dänischer Opernsänger (Bariton/Bassbariton) und Schauspieler
- Ib Vagn Hansen (1926–2000), dänischer Radrennfahrer.
- Ida Falbe-Hansen (1849–1922), dänische Lehrerin, Philologin und Frauenrechtlerin
- Ilse Hansen (* 1941), deutsche Politikerin (CDU)
- Inez De Florio-Hansen (* 1943), deutsche Sprachwissenschaftlerin und Übersetzerin
- Inge Hansen (Handballspieler) (Inge Ketil Hansen; * 1946), norwegischer Handballspieler
- Inge Hansen-Schaberg (* 1954), deutsche Erziehungswissenschaftlerin
- Inge Birgit Hansen (1927–2009), dänische Badmintonspielerin
- Ingeborg Hansen (1934–2016), deutsche Malerin und Kunsterzieherin
- Inger Elisabeth Hansen (* 1950), norwegische Lyrikerin
- Inger Lise Hansen (Künstlerin) (* 1963), norwegische Bildende Künstlerin und Filmregisseurin
- Inger Lise Hansen (Politikerin) (* 1981), norwegische Politikerin
- Ingvardt Hansen, dänischer Turner
- Isabella Møller Hansen (* 2002), dänische Schauspielerin
- Isak Hansen-Aarøen (* 2004), norwegischer Fußballspieler
- Ivar Hansen (1938–2003), dänischer Gewerkschafter und Politiker (Venstre), Minister und Präsident des Folketing

### J
- Jacob Hansen (1799–1880), deutscher Theologe und Politiker
- Jacob Hansen (* 1970), dänischer Sänger, Gitarrist und Musikproduzent
- Jacqueline Hansen (* 1948), US-amerikanische Langstreckenläuferin
- Jakob Friis-Hansen (* 1967), dänischer Fußballspieler
- James D. Hansen (James Douglas Hansen; * 1949), US-amerikanischer Diplomat und Journalist
- James E. Hansen (James Edward Hansen; * 1941), US-amerikanischer Klimaforscher
- James V. Hansen (James Vear Hansen; 1932–2018), US-amerikanischer Politiker (Utah)
- Jan Hansen (* 1957), dänischer Curler
- Jan Vang Hansen, Geburtsname von Jan Sørensen (Pokerspieler) (* 1960), dänischer Pokerspieler und Fußballspieler
- Janis Hansen (1940–2021), US-amerikanische Schauspielerin
- Jannie Hansen (* 1963), dänische Fußballspielerin
- Jannik Hansen (* 1986), dänischer Eishockeyspieler
- Jap Peter Hansen (1767–1855), deutscher Seemann und Autor
- Jean Hansen (1932–1987), dänischer Radrennfahrer.
- Jean-Pierre Hansen (Chemiker) (* 1942), luxemburgischer Physiker und Chemiker
- Jean-Pierre Hansen (Judoka) (* 1957), französischer Judoka
- Jena Hansen (* 1988), dänische Seglerin
- Jens Hansen (Politiker) (1872–nach 1922), grönländischer Landesrat
- Jens Hansen (Leichtathlet, 1957) (* 1957), dänischer Sprinter
- Jens Hansen (Orientierungsläufer), dänischer Orientierungsläufer
- Jens Andersen Hansen (1806–1877), dänischer Politiker
- Jens Christian Hansen (1932–2014), norwegischer Geograph
- Jens Jørgen Hansen (1939–2022), dänischer Fußballspieler
- Jens Kristian Hansen (* 1971), färöischer Fußballspieler
- Jens Peder Hansen (1927–1996), dänischer Fußballspieler
- Jeppe Hansen (* 1989), dänischer Fußballspieler
- Jeremy Hansen (* 1976), kanadischer Astronaut
- Jes Hansen (* 1976), dänischer Basketballspieler
- Jesper Hansen (Fußballspieler, 1963) (* 1963), dänischer Fußballtorhüter und -trainer
- Jesper Hansen (Beachvolleyballspieler), dänischer Beachvolleyballspieler
- Jesper Hansen (Sportschütze) (* 1980), dänischer Sportschütze
- Jesper Hansen (Fußballspieler, 1985) (* 1985), dänischer Fußballtorhüter
- Jesper Hansen (Fußballspieler, 1986) (* 1986), schwedischer Fußballtorhüter
- Jesper Hansen (Radsportler, 1989) (* 1989), dänischer Radsportler
- Jesper Hansen (Radsportler, 1990) (* 1990), dänischer Radsportler
- Jette Hansen (Fußballspielerin) (* 1953), dänische Fußballspielerin
- Jette Hansen (Handballspielerin) (* 1987), dänische Handballspielerin
- Jim Hansen (* 1941), US-amerikanischer Klimaforscher, siehe James E. Hansen
- Jimmy Hansen (* 1978), dänischer Radrennfahrer
- Joachim Hansen (1930–2007), deutscher Schauspieler
- Jobst Heinrich Hansen (1697–1758), deutscher Kaufmann und Ratsherr in Leipzig
- Johan Norman Hansen (* 1890), dänischer Radrennfahrer
- Jóhan á Plógv Hansen (* 1994), färöischer und dänischer Handballspieler

- Johann Anton Deschan von Hansen (1686–1760), Administrationsrat im Temescher Banat und ungarischer Hofbeamter
- Johann Anton Joseph Hansen (1801–1875), deutscher Geistlicher, Politiker und Regionalhistoriker
- Johann Justus Hansen (um 1728–1801), deutscher Orgelbauer
- Johann Ludwig Hansen der Ältere (Johann Ludwig Christian Hansen, auch Ludwig Hansen; 1784–1849), deutscher Maler
- Johann Ludwig Hansen der Jüngere (1812–1844), deutscher Maler
- Johann Matthias Hansen (1781–1850), dänischer Architekt
- Johanna Hansen (* 1955), deutsche Schriftstellerin, Malerin und Herausgeberin
- Johannes Hansen (Katechet) (1837–1911), grönländischer Katechet, Forschungsreisender und Missionar
- Johannes Hansen (Schriftsteller) (1854–1877), deutscher Schriftsteller
- Johannes Hansen (Agrarwissenschaftler) (1863–1938), deutscher Agrarwissenschaftler und Hochschullehrer
- Johannes Hansen, Geburtsname von Hans Würtz (1875–1958), deutscher Sonderpädagoge
- Johannes Hansen (Turner) (1882–1959), dänischer Turner
- Johannes Hansen, Geburtsname von Johannes Kjærbøl (1885–1973), dänischer Politiker (Socialdemokraterne)
- Johannes Hansen (Komponist) (1915–1985), dänischer Komponist
- Johannes Hansen (Pfarrer) (1930–2010), deutscher Theologe
- John Hansen (Politiker) (1917–1915), US-amerikanischer Politiker
- John Hansen (Fußballspieler, 1924) (1924–1990), dänischer Fußballspieler
- John Hansen (Richter) (* 1945), neuseeländischer Richter
- John Hansen (Fußballspieler, 1950) (* 1950), schottischer Fußballspieler
- John Hansen (Fußballspieler, 1973) (* 1973), dänischer Fußballspieler
- John Hansen (Fußballspieler, 1974) (* 1974), färöischer Fußballspieler
- John Hansen (Rennfahrer), dänischer Automobilrennfahrer
- John H. L. Hansen (* 1959), US-amerikanischer Informatiker und Hochschullehrer
- John Ørsted Hansen (1938–2022), dänischer Ruderer
- John R. Hansen (1901–1974), US-amerikanischer Politiker
- Johnny Hansen (Fußballspieler, 1943) (* 1943), dänischer Fußballspieler
- Johnny Hansen (Fußballspieler, 1962) (* 1962), dänischer Fußballspieler
- Johnny Hansen (Fußballspieler, 1964) (* 1964), dänischer Fußballspieler
- Johnny Hansen (Musiker) (* 1965), dänischer Musiker
- Johnny Hansen (Fußballspieler, 1966) (* 1966), dänischer Fußballspieler
- Jon Hansen (* 1967), kanadischer Ordensgeistlicher, Bischof von Mackenzie-Fort Smith
- Jon Rangfred Hansen (* 1956), norwegischer Radrennfahrer
- Jonna Hansen (* 1997), deutsche Künstlerin
- Jonny Hansen (* 1981), norwegischer Fußballspieler
- Jörg Hansen (* 1964), deutscher Politiker (FDP), MdL Schleswig-Holstein
- Jörgen Hansen (1885–1963), deutscher Geograph
- Jørgen Hansen (Bischof) (1802–1889), dänischer Geistlicher, Bischof von Alsen-Ærø
- Jørgen Hansen (Ruderer) (Jørgen Christian Hansen; 1890–1953), dänischer Ruderer
- Jørgen Hansen (Fußballspieler, 1925) (Jørgen Wagner Hansen; 1925–1969), dänischer Fußballspieler
- Jørgen Hansen (Fußballspieler, 1931) (Jørgen Ludvig Hansen; 1931–1986), dänischer Fußballspieler
- Jørgen Hansen (Boxer) (1943–2018), dänischer Boxer
- Jørgen Hammergaard Hansen (1930–2013), dänischer Badmintonspieler
- Jørgen Brinch Hansen (1909–1969), dänischer Bauingenieur
- Jørgen Emil Hansen (* 1942), dänischer Radrennfahrer
- Jørgen Peder Hansen (1923–1994), dänischer Minister und Folketingsabgeordneter
- Josef Hansen (Maler) (1871–nach 1942), deutscher Maler
- Josef Hansen (Priester) (1903–1975), deutscher Priester, Domkapitular und Pädagoge
- Joseph Hansen (Choreograf) (1842–1907), belgischer Tänzer und Choreograf
- Joseph Hansen (Historiker) (1863–1943), deutscher Historiker und Archivar
- Joseph Hansen (Trotzkist) (1910–1979), US-amerikanischer Trotzkist
- Joseph Hansen (Schriftsteller) (1923–2004), US-amerikanischer Schriftsteller
- Joseph Hansen (Ruderer) (* 1979), US-amerikanischer Ruderer
- Julia Butler Hansen (1907–1988), US-amerikanische Politikerin
- Julie Lunde Hansen (* 1972), norwegische Skirennläuferin
- Julie Marie Vinter Hansen (1890–1960), dänische Astronomin
- Julius Hansen (1896–1989), dänischer Sportschütze
- Just Michael Hansen (1812–1891), dänischer Maler und Fotograf
- Justus Hansen (* 1968), grönländischer Politiker (Demokraatit)
- Justus Heinrich Hansen (1737–1807), Kaufmann, Handelsherr sowie Ratsherr und Baumeister in Leipzig
- Jytte Hansen (1932–2015), dänische Schwimmerin

### K
- Kai Hansen (Regisseur), Stummfilmregisseur in Moskau
- Kai Hansen (1935–2023), deutscher Zoologe und Hochschullehrer
- Kai Hansen (* 1963), deutscher Musiker
- Kaj Hansen (Fußballspieler, 1917) (1917–1987), dänischer Fußballspieler und -trainer
- Kaj Hansen (Fußballspieler, 1940) (1940–2009), dänischer Fußballspieler
- Karl Hansen (Offizier) (1876–1965), deutscher Generalleutnant
- Karl Hansen (Reiter) (Karl Alfred Hansen; 1890–1959), schwedischer Offizier und Springreiter
- Karl Hansen (Mediziner) (1893–1962), deutscher Mediziner
- Karl Hansen (Radsportler) (Karl Wilhelm Hansen; 1902–1965), norwegischer Radsportler
- Karl Hansen (Pädagoge) (vor 1910–nach 1950), deutscher Pädagoge und Hochschullehrer
- Karl Hansen, Pseudonym von Hans K. Kaiser (Hans Kurt Kaiser; 1911–1985), deutscher Schriftsteller
- Karl Hansen (Schriftsteller) (* 1950), US-amerikanischer Schriftsteller
- Karl Hansen Reistrup (1863–1929), dänischer Maler, Illustrator, Bildhauer und Keramiker
- Karl Aage Hansen (1921–1990), dänischer Fußballspieler
- Karl-Heinz Hansen, eigentlicher Name von Hansen-Bahia (1915–1978), deutscher Maler
- Karl-Heinz Hansen (1927–2014), deutscher Politiker (SPD)
- Karl Heinz Hansen (1928–1970), deutscher Chemiker
- Kate Hansen (* 1992), US-amerikanische Rennrodlerin
- Keld Hansen (Redakteur) (1938–2015), dänischer Redakteur und Museumsangestellter
- Keld Hansen (Sportschütze) (* 1962), dänischer Sportschütze
- Keltie Hansen (* 1992), kanadische Freestyle-Skierin
- Kenn Hansen (* 1980), dänischer Fußballschiedsrichter
- Kenneth Hansen (* 1960), schwedischer Rallyefahrer
- Kevin Hansen (* 1979), deutscher Fußballspieler
- Kian Hansen (* 1989), dänischer Fußballspieler
- Kieran Hansen (* 1971), australischer Shorttracker
- Kim Sonne-Hansen (* 1992), dänischer Handballspieler
- Kim-Roar Hansen (* 1984), norwegischer Skispringer
- Kim-Rune Hansen (* 1988), norwegischer Snowboarder
- Kira Marie Peter-Hansen (* 1998), dänische Politikerin (SF)
- Kirsten Hansen-Møller (1942–2023), dänische Schauspielerin
- Kirstine Reiner Hansen, dänische Malerin
- Kjetil Bang-Hansen (* 1940), norwegischer Schauspieler, Tänzer und Theaterregisseur
- Klaus Hansen (Mediziner) (1895–1971), norwegischer Mediziner und Pharmakologe
- Klaus Hansen, Pseudonym von Wilhelm Muhrmann (1906–1986), deutscher Schriftsteller
- Klaus Hansen (Anglist) (1934–2020), deutscher Anglist
- Klaus Hansen (Wirtschaftswissenschaftler), deutscher Wirtschaftswissenschaftler und Hochschullehrer
- Klaus Hansen (Politiker, 1939) (1939–1982), deutscher Jurist und Politiker (SPD)
- Klaus Hansen (Politikwissenschaftler) (* 1948), deutscher Politikwissenschaftler und Schriftsteller
- Klaus Hansen (Politiker, 1968) (* 1968), deutscher Politiker (CDU)
- Klaus Skot-Hansen (* 1935), dänischer Jurist, Historiker und Hochschullehrer
- Klaus J. Hansen (1931–2018), deutsch-US-amerikanischer Historiker und Hochschullehrer
- Klaus P. Hansen (Klaus Peter Hansen; * 1942), deutscher Kulturwissenschaftler und Hochschullehrer
- Klaus-Peter Hansen (* 1962), deutscher Manager
- Knut Hansen (Maler) (Knut Axel Hansen; 1876–1926), dänischer Maler und Zeichner
- Konrad Hansen (1933–2012), deutscher Schriftsteller
- Kristian Hansen (Turner) (Kristian Aage Hansen; 1895–1955), dänischer Turner
- Kristian Hansen (Handballspieler) (* 1973), norwegischer Handballspieler
- Kristian Uldbjerg Hansen (* 1996), dänischer Mittelstreckenläufer
- Kristiane Konstantin-Hansen (1848–1925), dänische Textilkünstlerin, Weberin und Frauenrechtlerin
- Kristina Hansen (* 1963), norwegische Politikerin
- Kurt Hansen (Manager) (1910–2002), deutscher Chemiker und Industriemanager
- Kurt Hansen (Schauspieler), deutscher Schauspieler
- Kurt Heinrich Hansen (1913–1987), deutscher Orientalist, Schriftsteller und Übersetzer

### L
- Laila Hansen (* 1966), grönländische Filmregisseurin, Musikerin und Performancekünstlerin
- Lars Hansen (Botaniker) (Laß Hansen; 1788–1876), deutscher Botaniker
- Lars Hansen (Maler) (1813–1872), dänischer Maler
- Lars Hansen (Schriftsteller) (1869–1944), norwegischer Schriftsteller
- Lars Hansen (Basketballspieler) (* 1954), dänisch-kanadischer Basketballspieler
- Lars Hansen (Tischtennisspieler), dänischer Tischtennisspieler
- Lars Bo Hansen (* 1968), dänischer Schachspieler
- Lars Hitchinson Hansen, dänischer Straftäter
- Lars Ivar Hansen (* 1947), norwegischer Historiker und Hochschullehrer
- Lars Peter Hansen (* 1952), US-amerikanischer Wirtschaftswissenschaftler
- Lasse Norman Hansen (* 1992), dänischer Radrennfahrer, siehe Lasse Norman Leth
- Lasse Svan Hansen, Geburtsname von Lasse Svan (* 1983), dänischer Handballspieler
- Leif Hansen (Boxer, 1928) (1928–2004), norwegischer Boxer
- Leif Hansen (Boxer, 1932) (* 1932), dänischer Boxer
- Leif Hansen (Astronom), dänischer Astronom und Asteroidenentdecker
- Leif Hansen (Zauberkünstler) (* 1946), dänischer Zauberkünstler
- Lennart Hammer-Hansen (* 1972), dänischer Jockey und Trainer
- Leo Hansen (* 1954), deutscher Autor
- Leonhard Hansen (* 1950), deutscher Allgemeinmediziner aus Alsdorf
- Lilla Hansen (1872–1962), norwegische Architektin
- Line Hansen (* 1983), dänische Squashspielerin
- Line Røddik Hansen (* 1988), dänische Fußballspielerin
- Lisa Hansen (Ruderin) (Lisa Caroline Hansen-Stone; * 1954), US-amerikanische Ruderin
- Lisa Hansen (Musikerin, 1960) (* 1960), Flötistin und Hochschullehrerin
- Lisa Hansen, Pseudonym von Sonja Firker, deutsche Violinistin und Sängerin
- Lisa M. Hansen, US-amerikanische Filmproduzentin
- Lisbeth Berg-Hansen (* 1963), norwegische Politikerin (Arbeiderpartiet)
- Louise Hansen (* 1975), dänische Fußballspielerin
- Louise Grimm Hansen (* 1990), dänische Badmintonspielerin
- Lowell C. Hansen (* 1939), US-amerikanischer Politiker
- Ludwig Hansen (1784–1849), deutscher Maler, siehe Johann Ludwig Hansen der Ältere
- Ludwig Hansen (Heimatforscher), österreichischer Lehrer, Genealoge und Heimatforscher
- Ludwig Hansen (Architekt) (* 1966), südafrikanischer Architekt
- Luise Lund Hansen (* 1995), dänische Ruderin
- Luissa Cara Hansen (* 2001), deutsche Schauspielerin
- Lykke Frank Hansen (* 1988), grönländische Handballspielerin

### M
- Mack Hansen (* 1998), irischer Rugby-Union-Spieler
- Mads Hansen (Musiker), norwegischer Musiker und Komponist
- Mads Hansen (Schiedsrichter) (* 1977), dänischer Handballschiedsrichter
- Mads Hansen (Eishockeyspieler) (* 1978), norwegischer Eishockeyspieler
- Mads Hansen (Fußballspieler, 1984) (* 1984), norwegischer Fußballspieler
- Mads Hansen (Fußballspieler, 2002) (* 2002), dänischer Fußballspieler
- Mads Hansen (Schachspieler) (* 1993), dänischer Schachspieler
- Mads Smith Hansen (* 1969), dänischer Schachspieler
- Manfred Hansen (Politiker) (1928–1987), deutscher Jurist und Politiker (SPD)
- Manfred Hansen (Fußballspieler) (* 1935), deutscher Fußballspieler
- Marc Hansen (* 1971), luxemburgischer Politiker (DP)
- Marcel Hansen, belgischer Turner
- Marie Hansen-Taylor (1829–1925), deutsch-amerikanische Übersetzerin und Schriftstellerin
- Marie Bach Hansen (* 1985), dänische Schauspielerin
- Marit Hansen (* 1969), deutsche Informatikerin und Datenschutzbeauftragte
- Mark B. N. Hansen (* 1965), US-amerikanischer Literaturwissenschaftler und Medientheoretiker
- Markus Hansen (* 1992), deutscher Handballspieler
- Marie Bach Hansen (* 1985), dänische Schauspielerin
- Marius Hansen (1890–1980), dänischer Turner
- Marte Monrad-Hansen (* 1987), norwegische Skilangläuferin
- Martin Hansen (Schauspieler) (1903–1988), dänischer Schauspieler
- Martin Hansen (Produzent), schwedischer Musikproduzent
- Martin Hansen (Radsportler) (* 1981), dänischer Radsportler
- Martin Hansen (Eishockeyspieler) (* 1981), norwegischer Eishockeyspieler
- Martin Hansen (Fußballspieler) (* 1990), dänischer Fußballtorhüter
- Martin Lundgaard Hansen (* 1972), dänischer Badmintonspieler
- Martin Solhaug Hansen (* 2003), norwegischer Radrennfahrer
- Martin Strange-Hansen (* 1971), dänischer Filmregisseur
- Martin A. Hansen (1909–1955), dänischer Schriftsteller
- Martin N. Hansen (1893–1976), dänischer Dichter und Übersetzer
- Martine Hansen (* 1965), luxemburgische Politikerin
- Mary Hansen (1966–2002), australische Musikerin
- Mattes Hansen (* 2004), deutscher Fußballspieler
- Matthias Hansen (1892–1987), deutscher Tabakfabrikant und Politiker
- Maurits Christopher Hansen (1794–1852), norwegischer Dichter
- Max Hansen (1897–1961), dänischer Kabarettist, Schauspieler und Sänger
- Max Hansen (Dramatiker) (1900–1960), Schweizer Schriftsteller und Dramatiker
- Max Hansen (Metallkundler) (1901–1978), deutscher Metallkundler und Hochschullehrer
- Max Hansen (SS-Mitglied) (1908–1990), deutscher SS-Standartenführer
- Max Hansen junior (* 1954), dänischer Schauspieler
- May Hansen (* 1953), norwegische Hebamme und Politikerin
- Melanie Hansen (* 1986), deutsche Ruderin
- Meta Hansen (1865–1941), dänische Frauenrechtlerin und Politikerin
- Mia Hansen-Løve (* 1981), französische Regisseurin, Drehbuchautorin und Schauspielerin
- Michael Hansen (Sänger, 1940) (1940–2023), deutscher Schlagersänger, Komponist und Produzent
- Michael Hansen (Kabarettist) (1946–2011), dänisch-deutscher Kabarettist und Schlagersänger
- Michael Hansen (Fußballspieler, 1955) (* 1955), norwegischer Fußballspieler
- Michael Hansen (Fußballspieler, 1971) (* 1971), dänischer Fußballspieler und -trainer
- Michael Hansen (Segler) (* 1990), dänischer Segler
- Michaela Hansen (* 1961), deutsche Autorin
- Mike Hansen (* 1970), spanisch-US-amerikanischer Basketballspieler
- Mikka Hansen (* 1975), dänische Fußballspielerin
- Mikkel Hansen (* 1987), dänischer Handballspieler
- Mikkel Bro Hansen (* 2009), dänischer Fußballspieler
- Mogens Hansen (* 1956), dänischer Fußballspieler
- Mogens Herman Hansen (1940–2024), dänischer Althistoriker
- Monika Hansen (1942–2025), deutsche Schauspielerin
- Monique Ric-Hansen (* 1971), südafrikanische Badmintonspielerin
- Morris H. Hansen (1910–1990), US-amerikanischer Statistiker
- Myrna Hansen (* 1934), US-amerikanische Schauspielerin

### N
- Naja Frank Hansen (* 1980), grönländische Handballspielerin
- Natasha Hansen (* 1989), neuseeländische Radsportlerin
- Nicolai Hansen (* 1982), dänischer Handballspieler
- Nicolai Munch-Hansen (1977–2017), dänischer Jazzmusiker
- Nicole Hansen, deutsch-amerikanische Schauspielerin und Produzentin
- Nicole Burns-Hansen (* 1973), Schweizer Tänzerin
- Niels Hansen (Diplomat) (1924–2015), deutscher Diplomat
- Niels Hansen (Ingenieur) (* 1933), dänischer Ingenieur
- Niels Hansen (Fußballspieler) (* 1983), deutscher Fußballspieler
- Niels Elkær-Hansen (1915–2007), dänischer Verwaltungsbeamter und Reichsombudsmann auf den Färöern
- Niels Christian Hansen (1834–1922), dänischer Maler und Fotograf
- Niels Richard Hansen (1933–2006), dänischer Arzt und Jazzmusiker
- Niels Tune Hansen (* 1953), dänischer Fußballspieler
- Nikolaj Hansen (Politiker) (1892–1935), grönländischer Landesrat
- Nikolaj Hansen (Fußballspieler) (* 1987), dänischer Fußballspieler
- Nikolaus Hansen (* 1951), deutscher Verleger und Übersetzer
- Nils Hansen (Volkskundler) (1957–2024), deutscher Volkskundler
- Nils Hansen (Politiker) (* 1988), deutscher Politiker (SPD)
- Nils Gelbjerg-Hansen (* 1968), dänischer Skirennläufer
- Nils Gunder Hansen (* 1956), dänischer Literaturwissenschaftler und Hochschullehrer
- Norbert Hansen (* 1952), deutscher Manager und Gewerkschafter

### O
- Odd Bang-Hansen (1908–1984), norwegischer Schriftsteller
- Oddvar Hansen (1921–2011), norwegischer Fußballspieler, -trainer und -manager und Tischtennisspieler
- Oskar Hansen (1922–2005), polnischer Architekt und Stadtplaner
- Olaf Hansen (1902–1969), deutscher Iranist
- Olaf Hansen (Amerikanist) (1943–2022), deutscher Amerikanist
- Olaf Hansen (Tennisspieler) (* 1963), deutscher Tennisspieler
- Ole Hansen (Politiker) (1855–1928), dänischer Politiker
- Ole Hansen (Badminton), dänischer Badmintonspieler
- Ole Hansen (Rennfahrer), dänischer Rennfahrer und Gastronom
- Ole Hansen (Orientierungsläufer) (* 1933), dänischer Orientierungsläufer
- Ole Hansen (Physiker), dänischer Physiker und Hochschullehrer
- Ole Hansen (Leichtathlet) (* 1963), dänischer Mittel- und Langstreckenläufer
- Ole Hansen (Fußballspieler) (* 1987), norwegischer Fußballspieler
- Ole Ramlau-Hansen (* 1945), dänischer Unternehmer
- Ole Jacob Hansen (1940–2000), norwegischer Schlagzeuger
- Ole Kock Hansen (* 1945), dänischer Pianist und Komponist
- Orval H. Hansen (1926–2017), US-amerikanischer Politiker
- Osmund Hansen (1908–1995), dänischer Maler und Grafiker
- Øssur Hansen (* 1971), färöischer Fußballspieler
- Otto Kofoed-Hansen (Physiker) (1921–1990), dänischer Physiker
- Otto Joachim Moltke Kofoed-Hansen (1854–1918), dänischer Vizeadmiral
- Otto Erich Hansen (1906–1959), deutscher Verwaltungsbeamter, Regierungsrat und Landrat
- Ottomar Hansen (Karl Ottomar Hansen; 1904–1993), deutscher Generalmajor
- Ove Hansen (1909–1997), dänischer Politiker (Socialdemokraterne), Mitglied des Folketing und Minister
- Ove Verner Hansen (1932–2016), dänischer Schauspieler und Sänger
- Øystein Langholm Hansen (* 1957), norwegischer Politiker

### P
- Pål Hansen (Skispringer) (* 1972), norwegischer Skispringer
- Pål Bang-Hansen (1937–2010), norwegischer Schauspieler, Filmproduzent und -kritiker
- Pål Henning Hansen (* 1953), norwegischer Radrennfahrer
- Patti Hansen (* 1956), US-amerikanisches Model und Schauspielerin
- Paul Hansen (Sänger) (auch Poul Hansen; 1886–1967), dänischer Opernsänger (Tenor, Bariton) und Schauspieler
- Paul Hansen (Schauspieler) (1893–??), österreichischer Schauspieler, Theaterregisseur und Dramatiker
- Paul Hansen (Fotograf) (* 1964), schwedischer Fotograf und Fotojournalist
- Paul Botten-Hansen (1824–1869), norwegischer Literaturkritiker und Bibliothekar
- Per Hansen (Eishockeyspieler) (* 1944), dänischer Eishockeyspieler
- Per Nørup-Hansen (* 1944), dänischer Radrennfahrer
- Per Poulsen-Hansen (* 1946), dänischer Diplomat
- Per Boye Hansen (* 1957), norwegischer Opernregisseur
- Per Brinch Hansen (1938–2007), dänischer Informatiker
- Pernille Mølgaard Hansen (* um 1945), dänische Badmintonspielerin
- Peter Hansen (Glockengießer), deutscher Glockengießer
- Peter Hansen (Superintendent) (1686–1760), deutscher Geistlicher, Superintendent in Plön
- Peter Hansen (Politiker, 1831) (1831–1878), deutscher Verwaltungsbeamter, Richter und Politiker
- Peter Hansen (Maler) (1868–1928), dänischer Maler
- Peter Hansen (SS-Mitglied) (1896–1967), deutscher SS-Brigadeführer und Generalmajor der Waffen-SS
- Peter Hansen (Schauspieler) (1921–2017), US-amerikanischer Schauspieler
- Peter Hansen (Politiker, 1929) (* 1929), deutscher Politiker (Bündnis 90/Die Grünen)
- Peter Hansen (Diplomat) (* 1941), dänischer Politiker und Diplomat
- Peter Hansen (Komponist) (* 1958), schwedischer Komponist
- Peter Lyck Hansen (* 1985), dänischer Volleyballspieler
- Peter Raven-Hansen (* 1946), US-amerikanischer Jurist und Hochschullehrer
- Peter Allan Hansen (1944–2012), britischer Altphilologe
- Peter Andreas Hansen (1795–1874), deutscher Astronom und Geodät
- Peter Christian Hansen (1853–1935), deutscher Sozialpolitiker
- Peter-Diedrich Hansen (* 1940), deutscher Umwelttoxikologe
- Peter Reinhard Hansen (* 1986), dänischer Ökonometriker
- Pia Hansen (* 1965), schwedische Sportschützin
- Pia Ahrenkilde-Hansen (* 1963), dänische EU-Beamtin und Generaldirektorin
- Pierre Hansen (* 1976), luxemburgischer Filmemacher, Drehbuchautor und Schlagzeuger
- Poul Hansen (1886–1967), dänischer Opernsänger (Tenor, Bariton) und Schauspieler, siehe Paul Hansen (Sänger)
- Poul Hansen (Ringer) (1891–1948), dänischer Ringer
- Poul Hansen (Politiker) (1913–1966), dänischer Journalist und Politiker
- Poul Hansen (Fußballspieler) (1916–2002), dänischer Fußballspieler
- Poul Hansen (Fußballtrainer) (* 1953), dänischer Fußballtrainer

### R
- Randall Hansen, kanadischer Historiker
- Randy Hansen (* 1954), US-amerikanischer Gitarrist
- Rasmus Hansen (Turner) (1885–1967), dänischer Turner
- Rasmus Hansen (Politiker) (Hans Rasmus Hansen; 1896–1978), dänischer Politiker (S)
- Rasmus Malling-Hansen (1835–1890), dänischer Pastor und Erfinder
- Reimer Hansen (Heimatforscher) (1853–1926), deutscher Lehrer und Heimatforscher
- Reimer Hansen (Historiker) (* 1937), deutscher Historiker
- Renate Hansen-Kokoruš (* 1954), deutsche Slawistin
- René Toft Hansen (* 1984), dänischer Handballspieler
- Richard Hansen (Gärtner) (1912–2001), deutscher Gärtner und Gartenbauwissenschaftler
- Richard Hansen (Politiker) (1887–1976), deutscher Politiker und Parteifunktionär (SPD)
- Richard D. Hansen, US-amerikanischer Archäologe
- Richard Maas Hansen (* 1924), US-amerikanischer Zoologe und Naturschützer
- Rick Hansen (Richard Marvin Hansen; * 1957), kanadischer Behindertensportler
- Rikke S. Hansen (* 1995), dänische Badmintonspielerin
- Roar Hansen (* 1966), schwedischer Fußballspieler
- Robert Hansen (Hockeyspieler) (1911–1991), dänischer Hockeyspieler
- Robert Hansen (Schauspieler) (* 1979), dänischer Schauspieler
- Robert B. Hansen (1925–2005), US-amerikanischer Politiker
- Robert Christian Hansen (1939–2014), US-amerikanischer Serienmörder
- Robert Emil Hansen (1860–1926), dänischer Cellist, Komponist und Dirigent, siehe Emil Robert-Hansen
- Robert W. Hansen (1911–1997), US-amerikanischer Rechtsanwalt
- Rolf Hansen (Mediziner) (1901–1953), deutscher Gynäkologe und Hochschullehrer
- Rolf Hansen (1904–1990), deutscher Filmregisseur, Drehbuchautor und Filmschauspieler
- Rolf Hansen (Politiker) (1920–2006), norwegischer Politiker
- Ron Hansen (* 1947), US-amerikanischer Schriftsteller und Hochschullehrer
- Rüdiger Hansen (1907–1984), deutscher Politiker (Zentrum, CDU)
- Rudolf Hansen (Leichtathlet) (1889–1929), dänischer Marathonläufer
- Rudolf Hansen (Widerstandskämpfer) (1890–1945), dänischer Bankmanager und Widerstandskämpfer
- Rudolf Hansen (Musiker) (1924–2004), österreichischer Jazzbassist
- Ryan Hansen (* 1981), US-amerikanischer Schauspieler

### S
- Sabil Hansen (* 2005), dänischer Fußballspieler
- Sarafina Hansen (* 2005), dänische Tennisspielerin
- Sarah Dyrehauge Hansen (* 1996), dänische Fußballspielerin
- Siegfried Hansen (* 1961), deutscher Fotograf
- Silke Hansen (* 1968), deutsche Fernsehmoderatorin
- Sille Slott Hansen (* 2002), dänische Volleyballspielerin
- Silvia Hansen-Schirra (* 1975), deutsche Sprach- und Übersetzungswissenschaftlerin
- Simon Hansen (Produzent) (* 1972), südafrikanischer Filmschaffender
- Simon Hansen (Leichtathlet) (* 1998), dänischer Leichtathlet
- Sönke Hansen, deutscher Kameramann
- Sontje Hansen (* 2002), niederländischer Fußballspieler
- Sophus Hansen (Maler) (1871–1959), deutscher Maler
- Sophus Hansen (Fußballspieler) (1889–1962), dänischer Fußballspieler
- Sophus Hansen (Politiker) (1904–??), grönländischer Handelsverwalter und Landesrat
- Søren Hansen (Anthropologe) (1857–1946), dänischer Mediziner, Anthropologe und Botaniker
- Søren Hansen (Golfspieler) (* 1974), dänischer Golfspieler
- Søren Søndergård Hansen (1956–2017), dänischer Richter
- Stan Hansen (* 1949), US-amerikanischer Wrestler
- Stefan Hansen (Unternehmer) (* 1963), deutscher Unternehmer
- Stefan Hansen (Komponist) (* 1965), deutscher Komponist
- Steve Hansen (* 1959), neuseeländischer Rugbyspieler und -trainer
- Sune Berg Hansen (* 1971), dänischer Schachspieler
- Sunniva Helland-Hansen (* 1997), norwegische Beachvolleyballspielerin
- Svein Hansen (Ruderer), norwegischer Ruderer
- Svein Arne Hansen (1946–2020), norwegischer Sportfunktionär
- Svein Norman Hansen (1943–2012), norwegischer Eishockeyspieler
- Svein Roald Hansen (* 1949), norwegischer Politiker
- Svend Hansen (* 1962), deutscher Prähistorischer Archäologe
- Sverre Hansen (Leichtathlet) (1899–1991), norwegischer Weitspringer
- Sverre Hansen (Fußballspieler) (1913–1974), norwegischer Fußballspieler
- Sverre Hansen (Schauspieler) (1919–1995), norwegischer Schauspieler
- Synne Skinnes Hansen (* 1995), norwegische Fußballspielerin
- Synne Steen Hansen (* 1993), norwegische Skispringerin

### T
- Tage Skou-Hansen (1925–2015), dänischer Journalist und Schriftsteller
- Tanya Hansen (* 1973), norwegische Pornodarstellerin
- Tavis Hansen (* 1975), kanadischer Eishockeyspieler
- Tem Hansen (* 1984), färöischer Fußballspieler
- Theo Hansen (* 1949), niederländischer Fußballspieler
- Theodor Hansen (Pädagoge, 1816) (1816–1898), dänischer Pädagoge
- Theodor Hansen (Geistlicher, 1824) (1824–1903), deutscher Pädagoge, Geistlicher und Autor
- Theodor Hansen (Geistlicher, 1837) (1837–1923), deutscher Geistlicher
- Theodor Hansen (Historiker) (1838–1913), dänischer Theologe und Historiker
- Theodor Hansen (Mediziner) (1867–1938), deutscher Chirurg und Museumskurator
- Theodor Hansen (Fotograf) (1882–1962), deutscher Fotograf
- Theophil von Hansen (1813–1891), dänischer Architekt
- Thiadric Hansen (* 1992), deutscher American-Football-Spieler
- Thomas Hansen (1976–2007), norwegischer Musiker
- Thor Hansen (1947–2018), norwegischer Pokerspieler
- Thore Hammer-Hansen (* 1999), dänischer Jockey
- Thore D. Hansen (* 1969), deutscher Schriftsteller
- Thorkild Hansen (1927–1989), dänischer Schriftsteller
- Tim Hansen (* 1989), deutscher Schauspieler
- Timi Hansen (1958–2019), dänischer Bassist
- Timmy Hansen (* 1992), schwedischer Automobilrennfahrer
- Tobias Hansen (* 2002), dänischer Radsportler
- Tommy Hansen (* 1982), tschechischer Pornodarsteller
- Toni Hansen (Philipp Anton Hansen; 1904–1959), deutscher Politiker (CDU)
- Tonje Hansen (* 1980), norwegische Fußballspielerin
- Tony André Hansen (* 1979), norwegischer Springreiter
- Torben Hansen (* 1951), dänischer Fußballspieler
- Tore Hansen (* 1978), norwegischer Fußballschiedsrichter
- Torjus Hansén (* 1973), norwegischer Fußballspieler
- Travis Hansen (* 1978), US-amerikanischer Basketballspieler
- Trine Hansen (* 1973), dänische Ruderin
- Tuva Hansen (* 1997), norwegische Fußballspielerin

### U
- Ulla Thorbjørn Hansen (* 1966), dänische lutherische Bischöfin
- Ulrich Hansen (* 1956), deutscher Geophysiker und Hochschullehrer
- Ulrika Toft Hansen (* 1987), schwedische Handballspielerin
- Urban Hansen (1908–1986), dänischer Politiker
- Ursula Hansen (Politikerin) (* 1935), deutsche Politikerin (CDU)
- Ursula Hansen (Wirtschaftswissenschaftlerin) (* 1939), deutsche Wirtschaftswissenschaftlerin
- Uwe Hansen (* 1938), deutscher Politiker (SPD) und Autor
- Uwe Hansen (Jurist) (1939–2014), deutscher Jurist

### V
- Valerie Hansen (* 1958), US-amerikanische Historikerin, Sinologin und Hochschullehrerin
- Victor Hansen (1889–1974), dänischer Tennisspieler, Koleopterologe und Jurist
- Vilhelm Hansen (1900–1992), dänischer Comiczeichner
- Volkmar Hansen (* 1945), deutscher Literaturwissenschaftler
- Vootele Hansen (* 1962), estnischer Politiker

### W
- Walter Hansen (Prähistoriker) (1903–1988), deutscher Zeichenlehrer, Prähistoriker und Kunstpolitiker
- Walter Hansen (Geowissenschaftler) (1909–1991), deutscher Geowissenschaftler, Meereskundler und Hochschullehrer
- Walter Hansen (Fußballspieler) (1928–2011), deutscher Fußballspieler
- Walter Hansen (Journalist) (* 1934), deutscher Journalist und Schriftsteller
- Werner Hansen (1905–1972), deutscher Politiker (SPD), Gewerkschafter und Widerstandskämpfer
- Werner Grundahl Hansen (1914–1952), dänischer Radrennfahrer
- Wilhelm Hansen (Fabrikant) (1832–1906), deutscher Fabrikant und Maschinenbauingenieur
- Wilhelm Hansen (Kunstsammler) (1868–1936), dänischer Kunstsammler
- Wilhelm Hansen (Politiker) (1878–1965), deutscher Politiker (SPD)
- Wilhelm Hansen (Psychologe) (1899–1993), deutscher Psychologe
- Wilhelm Hansen (Museumsleiter) (1911–1986), deutscher Ethnologe und Museumsdirektor
- Wilhelm Peter Hansen (1870–1946), deutscher Politiker und Diplomat
- William Webster Hansen (1909–1949), US-amerikanischer Physiker
- Willy Falck Hansen (1906–1978), dänischer Radsportler
- Wolfgang Hansen (* 1956), deutscher Physiker und Hochschullehrer
- Wulf-Dieter Hansen (* 1956), deutscher Fußballspieler

### Z
- Zeynep Hansen (* 1973), türkisch-amerikanische Wirtschaftswissenschaftlerin und Hochschullehrerin
- Zofia Garlińska-Hansen (1924–2013), polnische Architektin

### Fiktive Charaktere
- Knut Hansen, Figur des Schauspielers Christian Ulmen
- Annika Hansen, Geburtsname der Star Trek Figur Seven of Nine